# Жулдиз (Мактааральський район)
Жулди́з (каз. Жұлдыз) — село у складі Мактааральського району Туркестанської області Казахстану. Входить до складу Мактааральського сільського округу.
Населення — 322 особи (2021; 393 у 2009, 208 у 1999, 197 у 1989).